# Parc national de Sorkheh Hesar
Le parc national de Sorkheh Hesar est un parc national à l'est de Téhéran, dans la chaîne de l'Elbourz, en Iran.